# Glenea johani
Glenea johani é uma espécie de escaravelho da família Cerambycidae. Foi descrito por Karl-Ernst Hüdepohl em 1996.